# Cyathea furfuracea
Cyathea furfuracea là một loài dương xỉ trong họ Cyatheaceae. Loài này được Baker mô tả khoa học đầu tiên năm 1874.